# Altenmarkt im Pongau
Altenmarkt im Pongau è un comune austriaco di 3 956 abitanti nel distretto di Sankt Johann im Pongau, nel Salisburghese; ha lo status di comune mercato (Marktgemeinde).
Situata a 60 km da Salisburgo, è una conosciuta meta per gli sport invernali, tra i quali spicca lo sci alpino praticato nella stazione sciistica di Altenmarkt-Zauchensee. Ospita la sede principale dell'Atomic Austria, azienda produttrice di sci.